# Renato II da Lorena
Renato II da Lorena (em francês:  René II de Lorraine, Angers, 2 de maio de 1451 — Fains, 10 de dezembro de 1508) era um nobre francês, filho de Frederico II de Vaudémont e Iolanda da Lorena.
Foi Duque de Lorena, Duque de Bar e Conde de Vaudémont e pretendente à coroa de Nápoles, do Condado da Provença como Duque da Calábria e como rei de Nápoles e de Jerusalém. Sucedeu ao seu tio, João VIII de Harcourt-Lorena. Ainda se tornou conde de Aumale e Conde de Guise.

## Biografia
Renato passou sua infância e juventude na corte de seu avô materno, Renato I de Anjou, entre Angers (capital do ducado de Anjou) e Aix-en-Provence (a capital do condado), herdando do seu pai, em seguida, o Condado de Vaudémont, o ducado de Lorena, em 1470, três anos depois de seu tio herdou a posição de capitão de Angers e administrador e governador de Anjou.

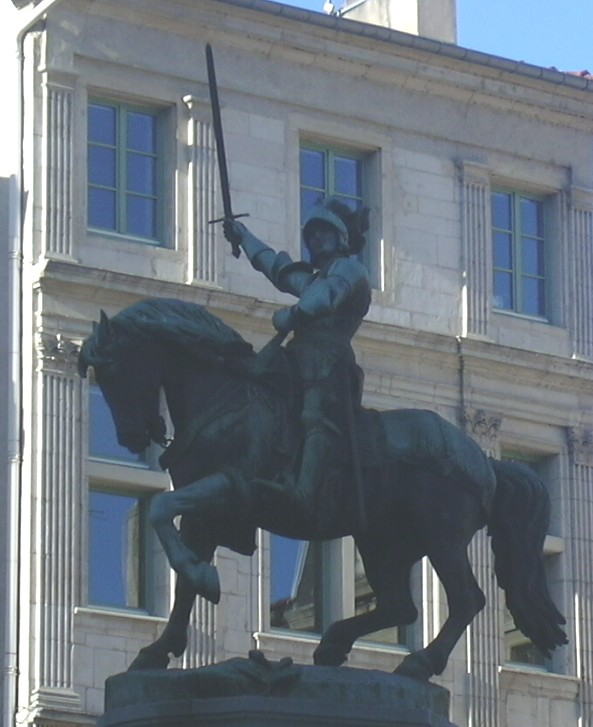
Retrato equestre de duque Renato II de Lorena.

Em 1473, sucedeu seu primo, o duque de Lorena Nicolau I ao trono, estando no comando de um ducado que está no meio da luta de influência entre o rei Luís XI da França e Carlos I, o Temerário, Duque de Borgonha. Inicialmente favorável ao duque de Borgonha, gradualmente, sofre as disposições tomadas por ele quando começa a colocar estrategicamente guarnições militares na Lorena. Renato II, em seguida, realizou negociações secretas com Luís XI da França para se tornar seu aliado, em 9 de julho de 1474, e denuncia a sua aliança borgonhesa no ano seguinte. Em retaliação, Carlos I de Borgonha invade os seus estados e Renato II teve que abandonar abruptamente Nancy em 11 de janeiro de 1476. Volta para a sua capital em 5 de outubro daquele ano, e vai para a Suíça para fazer uma aliança que acabaria por determinar o resultado fatal para o Duque de Borgonha, nas paredes de Nancy em 5 de janeiro de 1477. Derrotado e morto Carlos I já não é uma ameaça para a França nem para a Lorena.

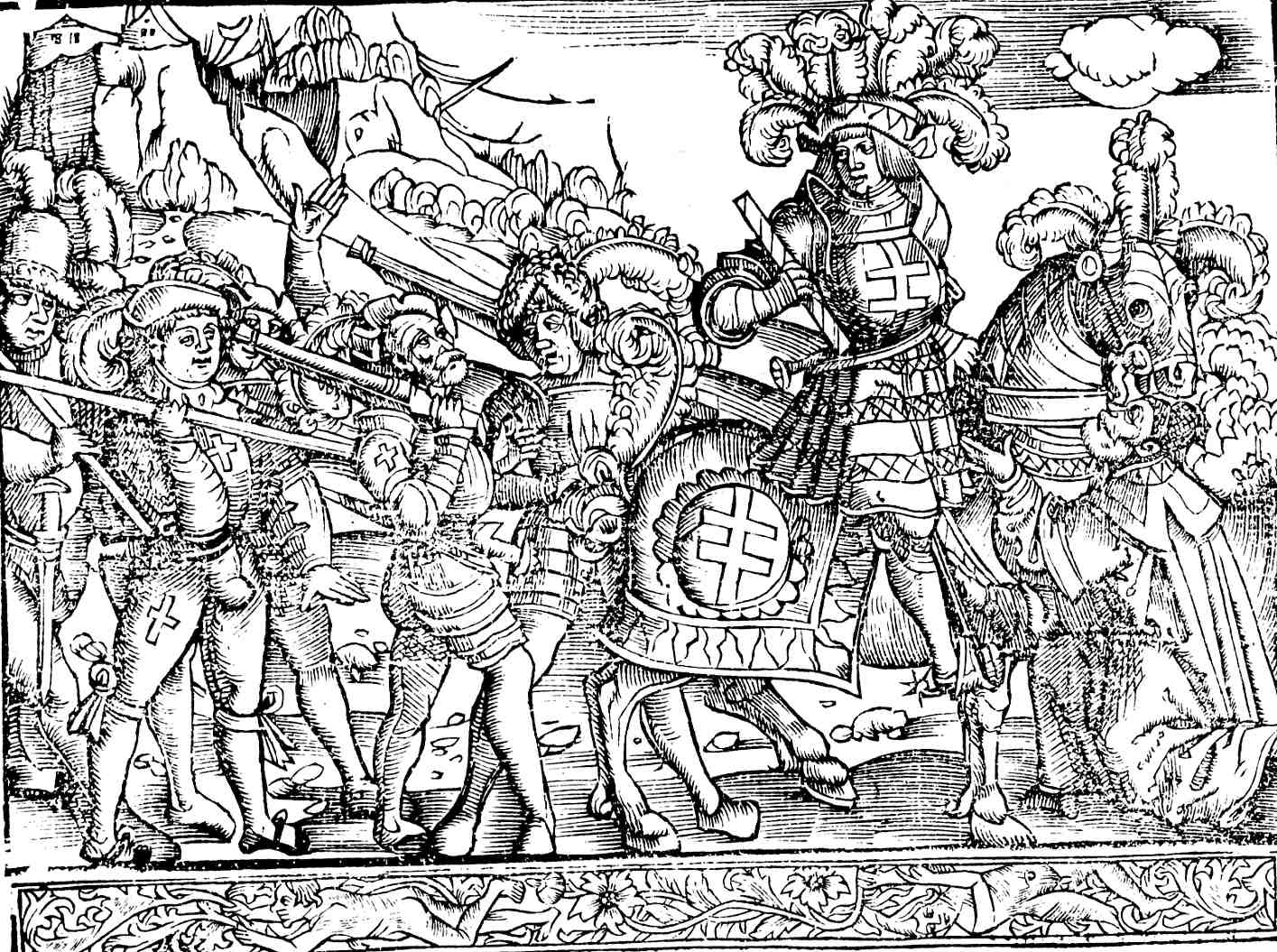
O Duque Renato II à frente das tropas suíças, Liber Nanceidos (Pierre de Blarru, 1519)

Pouco depois, Renato II de Lorena entra em desacordo com seu ex-aliado, o rei Luís XI, que muito ganancioso, tinha feito a maior parte do legado do rei Renato I de Anjou em 1481, deixando apenas o ducado de Bar. Assim, o duque de Lorena rompe relações com a corte francesa.
Em 1488, os súbditos do Rei de Nápoles, Frederico, revoltam-se e oferecem a coroa a Renato II, que organizou uma expedição para tomar posse do seu reino, mas o rei Carlos VIII da França proíbe qualquer movimento, ansioso para realizar pessoalmente a conquista de Nápoles, que lançaria às guerras italianas.

## Casamento e descedência
Renato II havia se casado em Angers, em 9 de setembro de 1471, com Jeanne d'Harcourt, Condessa de Tancarville (1488), filha de Guilherme d'Harcourt, Conde de Tancarville, Visconde de Melun e de Iolanda Laval. Quando, em 1485, é evidente que nunca poderia dar herdeiros, Renato II toma a decisão de a repudiar.
Contraiu um segundo casamento do mesmo ano de 1485 (1 de setembro), em Orleães, com a Duquesa Filipa de Gueldres (1467-1547), de quem, felizmente, teve descendência:
- Carlos (Charles) (1486 -? +)
- Francisco (François) (1487 - +?)
- António I (Antoine) (1489-1544), futuro duque de Lorena em 1508
- Ana (Anne) (1490-1491)
- Nicolau (Nicholas) (1493 -?)
- Isabel (Isabelle) (1494-1508)
- Cláudio (Claude) (1496-1550), primeiro duque de Guise, conde de Harcourt, de Aumale, Elbeuf Barão de Mayenne e Senhor de Joinville
- João (Jean) (1498-1550), cardeal, bispo de Toul, Metz e Verdun
- Luís (Louis) (1500-1528), conde de Vaudémont
- Claudia (Claude) (1502 -?)
- Catarina (Catherine) (1502 -?)
- Francisco (François) (1506-1525), Conde de Lambesc

Renato II de Lorena teve uma constipação durante uma caçada perto de Fains, e morreu de febre em 10 de dezembro de 1508. Deixou estipulado em seu testamento que a coroa ducal de Lorena fosse herdada apenas de pai para filho, através da linha masculina, de modo a evitar que o ducado acabasse nas mãos de uma dinastia estrangeira ou fosse absorvido por outro Estado.